# 生体異物
生体異物（せいたいいぶつ、英: xenobiotic）とは、生体内に存在する化学物質のうち、自然には産生されないもの、または存在するはずのないものを指す。また、通常よりもはるかに高い濃度で存在する物質を指すこともある。下水処理場の排水口の下流に生息する魚にヒトのホルモンが取り込まれた場合や、身を守るために一部の生物が産生する化学物質が捕食者に取り込まれた場合のように、天然化合物も他の生物に取り込まれた場合に生体異物となることがある。
しかしながら、生体異物という用語はダイオキシンやポリ塩化ビフェニルなどの汚染物質とその生物相への影響という文脈で使われることが非常に多く、こうした文脈では生物システム全体にとって異質な物質、すなわち人間が合成する前は自然界に存在しなかった人工的な物質を指して用いられる。

## 生体異物の代謝
生体は異物を代謝することで除去する。この過程は異物の不活性化と排出からなり、主に肝臓で行われる。排出経路は、尿、糞便、呼気、汗である。生体異物の代謝を担う肝酵素は、まず不活性化（酸化、還元、加水分解や水和）を行い、その後活性型二次代謝産物はグルクロン酸、硫酸やグルタチオンと抱合されて胆汁や尿へ排出される。こうした生体異物代謝に関与する酵素の例としては、肝臓ミクロソームのシトクロムP450が挙げられる。こうした生体異物の代謝を担う酵素は医薬品の分解も担うため、医薬品産業において非常に重要である。独特なシトクロムP450システムを持つ種としてはDrosophila mettleriがあり、この種は生体異物耐性を利用して、植物由来の壊死性の滲出液を含む土壌など、より広い範囲での生育を可能にしている。
生体は代謝により異物を毒性の低い形態にしてから排泄することで除去することができるが、時にはこうした代謝によってより毒性の高い形態に変換されることもある。この過程はbioactivation（生体内活性化）と呼ばれ、微生物叢に構造的・機能的変化を引き起こす可能性がある。微生物叢が生体異物にさらされると、物質によって特定の細菌集団のサイズが増大したり減少したりすることで、微生物叢のコミュニティ構造が破壊される。結果として生じる機能的変化は物質によって異なり、ストレス応答や抗生物質耐性に関わる遺伝子の発現上昇、産生される代謝物のレベルの変化などが生じる。
生物は生体異物に耐性を持つように進化することもある。一例として、イモリによるテトロドトキシンの産生と、その捕食者であるガータースネークのテトロドトキシン耐性の共進化が挙げられる。この捕食者と被捕食者のペアでは、進化的軍拡競争によりイモリでは高いレベルの毒素が産生され、それに応じてヘビには高いレベルの耐性が備わっている。この進化的応答は、ヘビで毒素の作用するイオンチャネルの形状の変化による、毒素に対する耐性の獲得に基づいている。生体異物耐性機構のもう一つの例はABC輸送体の利用であり、昆虫で多くみられる。ABC輸送体は毒素を細胞膜を越えて輸送し、細胞内への蓄積を防ぐことで耐性に寄与する。

## 環境中の生体異物
生体異物には多くの種類があるため下水処理システムの課題となっており、それぞれをどのように除去するか（または除去する価値があるかどうか）が問題となる。
生体異物の一部には、分解されにくいものがある。ポリ塩化ビフェニル（PCB）、多環芳香族炭化水素（PAH）、トリクロロエチレン（TCE）などの生体異物はその難分解性のために環境中に蓄積し、その毒性と蓄積によって環境問題となっている。これらは特に地下環境や水源で問題となっており、生物システムに対しても影響を与え、ヒトの健康に影響が生じる可能性がある。環境への生体異物の導入や汚染の主な原因の一部は、医薬品、化石燃料、パルプや紙の漂白、農業などの大規模産業によるものである。問題となる物質はプラスチックや農薬などの合成有機塩素化合物であったり、PAHなどの天然由来の有機化学物質であったり、原油や石炭の一部の留分であったりする。
このような環境汚染問題に対しては、微生物による生体異物の分解、すなわちバイオレメディエーションが有効な解決策となると考えられる。微生物は、環境中に導入された生体異物に対して遺伝子の水平伝播によって適応し、これらをエネルギー源として利用することができる。微生物の代謝経路を操作することでこの過程にさらに変更を加え、特定の環境条件下でより望ましい速度で有害な生体異物を分解するようにすることができる。バイオレメディエーションのメカニズムには、微生物を遺伝子工学的に操作する方法と、自然に存在する生体異物分解微生物を単離する方法がある。特定の生体異物に対する代謝能力を担う微生物の遺伝子を同定する研究が行われており、こうした研究を利用して特異的に微生物を改変することが可能であると考えられている。現に存在する代謝経路を他の生物で発現できるようにするだけでなく、新たな代謝経路を創出することも可能なアプローチの1つである。
生体異物は環境中で限られた領域に存在し、地下環境などアクセスが困難な場合がある。分解を担う生物がこうした化合物にアクセスできるようにするため、走化性を高めるなど、移動性を高めるように改変を行うことができる。バイオレメディエーションの限界の1つは、特定の微生物が適切に代謝機能を発揮するために最適な条件が存在し、これは実際の環境条件下では満たすのが困難な場合があることである。場合によっては、生体異物の分解に必要なすべての代謝過程を単一の微生物で実行することができないことがあるため、栄養共生性の微生物コンソーシアが利用されることがある。この場合、一群の細菌が連携して働き、ある生物からの最終産物が他の生物によってさらに分解されることとなる。ある微生物の生成物が他の微生物の活動を阻害する場合もあり、そのためバランスの維持が必要である。
多くの生体異物がさまざまな生物学的影響をもたらすが、それらはバイオアッセイによる特徴づけにも利用される。ほとんどの国では、生体異物となる農薬の販売登録の前に、ヒトへの毒性、生態毒性、環境中での残留性などのリスク要因について幅広く評価を行う必要がある。例えば、除草剤のクロランスラムメチルは、土壌中で比較的迅速に分解されることが登録の過程で判明した。

## 種間の臓器移植
英語で生体異物を指すxenobioticという語は、ある種から他の種へ移植された臓器を指す場合にも用いられる。例えば、一部の研究者はブタからヒトへ心臓やその他の臓器を移植できるのではないかと期待している。もし重要な臓器の移植が可能であれば、毎亡くなっている多くの人の命を救うことができた可能性がある。現在、最も多く移植されている臓器は腎臓である。異種移植は、免疫系による拒絶が起こらないように行われる必要がある。